# Puhoi
Puhoi è un comune della Moldavia situato nel distretto di Ialoveni di 5.542 abitanti al censimento del 2004